# Хельнвайн, Готфрид
Го́тфрид Хельнва́йн (нем. Gottfried Helnwein, род. 1948) — австрийский и ирландский художник, фотограф и артист.

## Биография
Готфрид Хельнвайн с 1965 по 1969 г. обучался в Школе графического дизайна и исследования в Вене. К тому же времени относятся его первые шаги по творческому пути. С 1969 по 1973 г. он занимался изучением живописи в Академии творческих искусств в Вене. В 1970 году Готфрид при участии двух своих сокурсников поставил спектакль «Академия в огне». Хельнвайн занимался фотографией и живописью, организацией представлений и созданием декораций. Также Готфрид вел компанию за то, чтобы прекратить разделение искусства на серьёзное и развлекательное. Именно с этой мыслью он отправлял свои работы для публикации в постерах и на обложках различных журналов.

## Хронология
- 1981 — Готфрид начал работу над серией снимков о малоизвестных героях того времени, а также организовал фотографическую рабочую группу, чьи работы позднее были опубликованы под названием «Лица»[5].
- 1982 — Хельвайну предлагают кафедру в Высшей школе дизайна в Гамбурге; он отказывается. По просьбе музыкантов группы Scorpions оформил обложку для их альбома 1982 года Blackout[6].
- 1985 — персональная выставка в Альбертине, Вена. Рудольф Хауснер рекомендует Хельнвайна как своего преемника в качестве профессора мастер-класса по живописи в Университете Изобразительных Искусств в Вене, но Хельнвайн покидает Вену и переезжает в Германию.
- Фильм «Хельнвайн», снятый немецким и австрийским государственными кинокомпаниями, получает премию Адольфа Гримэ за лучшую документальную картину, а также награды Эдуарда Рэйна и Голденен Кадэр.
- Помимо его реалистической работы, Хельнвайн также начал развивать абстрактные выразительные стили живописи в течение этого периода.
- 1988 — К пятидесятилетию «Хрустальной Ночи» (фактического начала Холокоста), Хельнвайн создал установку 100 метров длиной в центре города Кёльна, между Музеем Людвига и Кёльнским Собором.
С тех пор крупномасштабные сооружения в общественных местах стали важной частью его работы.
- 1990 — Хельнвайн начал сосредотачиваться на цифровой фотографии и компьютерно-генерируемых изображениях, которые он часто комбинирует с классической масляной живописью.
- 1994 — Дизайн сцен, костюмы и грим для Макбет, продюсирование Хореографического театра Ханса Кресника в Берлине, Volksbühne. Пьеса получила Театральный Приз Берлина.
- 1996 — Рождение сына в России; Maxim O.
- 1997 — Работает над оформлением обложки альбома Sehnsucht группы Rammstein. Переезжает в Ирландию.
- Государственный Русский Музей в Санкт-Петербурге организует ретроспективу Хельнвайна и издает монографию художника.
- 2000 — Музей современного искусства в Сан-Франциско, Лос-анджелесский Музей искусства и другие американские музеи показывают работы Хельнвайна.
- 2001 — Сценический дизайн и дизайн костюмов для Hamburgische Staatsoper оперы Игорь Стравинский «Похождения повесы».
- 2002 — Устанавливает студию в Лос-Анджелесе.
- 2003 — Премьера документального фильма Neunter Helnwein Nacht (Девятая Ночь Ноября) в Музее Толерантности (Museum of Tolerance), Центре Саймона Визенталя, в Лос-Анджелесе.
- Сотрудничество с Мэрилином Мэнсоном на мультимедийном проекте «The Golden Age of Grotesque». Также видео и фильм, проекты с Шоном Пенном.
- 2004 — «Ребёнок» — индивидуальный показ в Калифорнийском Дворце Почётного легиона, Музее Искусств Сан-Франциско.
- Сотрудничество с Максимилианом Шеллом для оперы Рихарда Штрауса «Der Rosenkavalier» в Лос-анджелесской Опере и израильской Опере, Тель-Авив.
- Хельнвайн получает ирландское гражданство.
- 2005 — Мэрилин Мэнсон женится на Дите фон Тиз в замке Хельнвайна в Типперэри, Ирландия.
 Ретроспектива Хельнвайна в Национальном Художественном Музее в Пекине.
- 2006 — «Встреться с этим в лицо», персональная выставка, музей современного искусства Лентос, Линц.

## Цитаты
«Я узнал больше от Дональда Дака, чем во всех школах в которых я когда-либо учился».
— Готтфрид Хельнвайн)
«Хельнвайн — один из немногих захватывающих дыхание живописцев, которые сегодня существуют».— Норман Мейлер
«Допустим, что мир — это дом с привидениями, и Хельнвайн время от времени — наш гид в нём. В свои работы он вносит печаль, иронию, уродство и красоту. Но не только работа Готтфрида находится на холсте. Многое — это путь, по которому он прошёл в жизни. И не нужно знать его лично, чтобы понять это. Одного взгляда на картины достаточно, чтобы сказать: „ Человек знает жизнь“. Невозможно сидеть в кладовке и создать такое. Такой уровень может быть только заработан». — Шон Пенн
«Художник, не вызывающий, будет невидим. Искусство, которое не вызывает сильные эмоции, не имеет никакого значения. Хельнвайн усвоил это». — Мэрилин Мэнсон
«Тема Хельнвайна — человеческое состояние. Метафора для его искусства — это изображение ребёнка, но не в популярном представлении — беззаботного и невинного. Хельнвайн вместо этого создаёт глубоко тревожащее, всё же неотразимо провокационное изображение раненого ребёнка. Ребёнка раненого физически и ребёнка, травмированного эмоционально изнутри». — Роберт Флинн Джонсон, Музей искусств Сан-Франциско
«Уорхол — это пре-Хельнвайн…»— Дитер Ронт, Музей современного искусства, Вена
«Хельнвайн — прекрасный художник и один больной негодяй». — Роберт Крамб

## Избранные публикации
Ребёнок, Работы Готтфрида Хельнвайна

Выставка одного человека
2004 Музей Искусств Сан-Франциско
Роберт Флинн Джонсон, Гарри С. Паркер
Роберт Флайнн Джонсон, Helnwein
(ISBN 0-88401-112-7)

Helnwein — The Child, Robert Flynn Johnson Fine Arts Museums of San Francisco
 РАССКАЗ О СЧАСТЛИВОМ ДЕТСТВЕ, Mikhail Lemkhin (Михаил Лемхин)
Встреться с этим в лицо, Работы Готтфрида Хельнвайна

Выставка одного человека
2006 Музей Современного Художественного Лентос, Линц
Стелла Роллиг, Томас Эдлинджер, Нава Симел
[Stella Rolig, Helnwein]
Кристиан Брандстдттер, Вена 2006
(ISBN 3-902510-39-0)
 Presence and Time — Helnwein, Stella Rollig, Lentos Museum of Modern Art, Linz
 Face it — ДОНАЛЬД ДАК ВОСКРЕС ИЗ НАЦИ, Семен Кваша
Хельнвайн, Монография 

Готтфрид Хельнвайн, Ретроспективы 1997
Государственный Российский музей в Санкт-Петербурге
Александр Боровский, куратор современного искусства
Клос Хоннеф, Питер Селз, Уильям Бэрроуз, Хейнэр Мюллер, Х. К. Артман.
(ISBN 3-930775-31-X)
Коэнэман, 1999
(ISBN 3-8290-1448-1)
The Helnwein-Passion, Alexander Borovsky, Russian Museum St.Petersburg
Evgenija Petrova, Ludwig Museum in the Russian Museum
 Helnwein — The Subversive Power of Art, Klaus Honnef
Хельнвайн — Девятая Ночь Ноября,

Документальная картина, 2003
Музей Толерантности, центр Саймона Визенталя, Лос-Анджелес
Джонатон Китс, Саймон Визенталь
 The Art of Humanity, Jonathon Keats, Museum of Tolerance, Los Angeles
ШОКОВАЯ ТЕРАПИЯ, Ольга Скоркина, Art Electronics

ДОНАЛЬД ДАК ПРОТИВ ГИТЛЕРА